# Hamster (cég)
A Hamster (株式会社ハムスター) japán videójáték-fejlesztő és kiadó cég, amelyet 1999. november 11-én alapítottak Tokió Szetegaja kerületében. A cég elsősorban konzolos játékok fejlesztésével és forgalmazásával foglalkozik.

## Története
A céget 1999. november 11-én alapították a Toshiba EMI videójáték-fejlesztő részlegének megszűnése után annak egykori alkalmazottjai. A Hamsternél vannak a Toshiba EMI játékainak jogai.
A vállalat saját fejlesztésű játékai, így például a The Konbini sorozat mellett külsős cégek termékeit is forgalmazza. A Hamster a 2000-es évek végétől elsősorban digitálisan terjeszti játékait.

## Videójátékaik
PlayStation
- Taiho Sicsauzo
- Mobil tomodacsi
- Love Game’s: Vaivai Tennis Plus
- Major Wave sorozat

PlayStation 2
- The Konbini 3: Ano macsi vo dokuszen szejo
- The Konbini 4: Ano macsi vo dokuszen szejo
- Quiz & Variety szukusuku inufuku
- Hello Kitty no Pico Pico daiszakusen
- Oretacsi geaszen zoku szono

PlayStation 3
- Bandfuse: Rock Legends
- Heavy Fire: Afghanistan
- Heavy Fire: Shattered Spear

Xbox 360
- Bandfuse: Rock Legends
- The Konbini 200X
- Heavy Fire: Shattered Spear

Játékterem
- Szukuzsuku inufuku 2: Motto szukuszuku

Nintendo DS
- The Konbini DS: Otona no keiei-rjoku Training
- Maruhan pacsinko & pacsislo hissó gaido kjórjoku za pacsinkohall

PlayStation Portable
- The Konbini Portable
- Arms’ Heart
- Nikoli no szúdoku

Nintendo 3DS
- Nikoli no szúdoku 3D: Jaccu no Puzzle de 1000-mon
  - Nikoli no Puzzle sorozat
- Azito 3D
- Heavy Fire: The Chosen Few
- Nindzsa dzsadzsamara-kun szakura hime to hirjú no himicu

Mobage
- The Konbini: Mezasze! Zenkoku szeiha!

Android
- Crazy Climber
- Moon Cresta
- Sonic Wings

PlayStation Vita
- Nikoli no szúdoku V: Sugjoku no 12 Puzzle
  - Nikoli no szúdoku V sorozat